# رنی تنیسون
رنی تنیسون (انگلیسی: Renee Tenison؛ زادهٔ ۲ دسامبر ۱۹۶۸) یک هنرپیشه اهل ایالات متحده آمریکا است.